# Batyń
Batyń (niem. Battin) – wieś w Polsce położona w województwie zachodniopomorskim, w powiecie świdwińskim, w gminie Rąbino. Wieś jest siedzibą sołectwa Batyń w którego skład wchodzi również miejscowość Dąbrówka.
W latach 1975–1998 wieś należała do woj. koszalińskiego.
Batyń to stara wieś, której rodowód sięga czasów średniowiecza. Pierwsze wzmianki pisane pochodzą z 1412 roku i dotyczą opisu zniszczeń jakich się dopuścili Krzyżacy ze Świdwina. Wieś była lennem starego rodu pomorskiego von Podewils, który przybył na te tereny z ziemi kołobrzeskiej 22 maja 1362 roku. Batyń należała do nich aż do I poł. XIX wieku. W 1628 roku wieś pozostawała w rękach Anselma von Podewils, w 1756 roku właścicielem wsi był członek rodu – Edward von Podewils. Jego następcą był syn Ludwig Christian. Od 1776 roku właścicielem majątku był generał Friedrich Wilhelm von Podewils, a następnie jego żona Ehleonora Carolina z domu Wolsky. 
W tym czasie we wsi istniała duża owczarnia, sześć gospodarstw zagrodowych i gospoda. W 1843 roku majątek przeszedł na własność Otto Bogislowa von Kleist, który nabył majątek za kwotę 16 120 talarów. We wsi mieszkało wówczas 214 mieszkańców. W 1853 roku C.J. Heyse nabył majątek za sumę 12 700 talarów od Antonette Friedrike von Kleist. 
W tym czasie wiele majątków szlacheckich zmieniało właścicieli, gdyż mieszczanie uzyskali prawo nabywania ziemi. 
W 1867 roku w skład majątku Batyń wchodziły również dwa folwarki Carlsruh (obecnie Zbytki) i Klein Damerow (Dąbrówka) położone na północny wschód od wsi. Łącznie wieś z majątkiem oraz folwarkami zamieszkiwały 582 osoby. 
W 1892 roku właścicielem dawnych dóbr rycerskich – Batynia i dwóch folwarków (ok. 1094 ha) został Hosemann, który zlecił wybudowanie neoklasycystycznego pałacu. Majątek posiadał już wówczas maszynę parową oraz należała do niego mleczarnia. W 1914 roku właścicielem został Erich Hosemann, a powierzchnia majątku zmniejszyła się do 793 ha. Do lat 1931-32 majątek należał do rodów Hosemann i Ponatz, którym jako osobom pochodzenia żydowskiego odebrano go i dokonano parcelacji. Podzielono go na 55 gospodarstw. Z tego okresu pochodzą liczne zagrody o jednolitej architekturze, rozciągające się wzdłuż drogi prowadzącej do dawnego ewangelickiego kościoła.